# Clã
Clã est un groupe portugais de pop rock, originaire de Porto.

## Histoire
Leur premier album, LusoQUALQUERcoisa, sort le 14 février 1996 chez EMI, et contient 13 chansons originales ainsi que des reprises de Give Peace a Chance de John Lennon et de Donna Lee de Charlie Parker. Les singles Pois É et Novas Babilónias sont extraits de cet album.
Le deuxième album, Kazoo, est rapidement enregistré en trois semaines au cours de l'année 1997 et sort le 15 septembre de la même année. Toujours produit par Mário Barreiros et Carlos Tê (cette fois-ci responsable de toutes les paroles), cet album contient douze nouvelles chansons et une reprise de I'm Free de Mick Jagger et Keith Richards. Les singles GTI (Gentle, Tall and Intelligent), Problema de Expressão et Sem Freio sont extraits de cet album. Avec Kazoo, Clã entame une tournée de plus de deux ans, avec plus de 100 concerts au Portugal, y compris des arrêts à Macao et au Brésil.
Deux ans après la sortie de Cintura (13e place des charts portugais), et après une tournée nationale, le groupe est devenu international. Ils se produisent au festival South by Southwest au Texas. Toujours en 2009, Cintura sort en Espagne avec une adaptation du morceau Sexto Andar en espagnol : Sexto Piso. La même année, le journal espagnol El Mundo écrit : Cintura est un album lumineux et joyeux, qui transmet de bonnes sensations dès les premiers accords. Ce sera l'album le plus ouvertement pop d'un groupe qui a déjà expérimenté trop de sons pour s'enfermer dans un seul style [...]. » Ils donnent également plusieurs concerts en Espagne. À la fin de l'année, ils donnent trois concerts à São Paulo, au SESC Pompeia, avec des invités spéciaux : Zeca Baleiro, Arnaldo Antunes et Fernanda Takai et John Ulhoa (de Pato Fu). Ces concerts suivent la sortie de la compilation Catalogue Raisonné, lancée au Brésil le 16 juin 2009.
Leur album Disco Voador sort en 2011. Disco Voador est considéré comme le deuxième meilleur album national de l'année par le magazine Blitz.
En 2014, le groupe sort l'album Corrente. La tournée respective se termine par un concert le soir du Nouvel An 2015-2016 à Coimbra. La compilation O melhor dos Clã est plus tard publiée en 2016,.

## Discographie

### Albums studio
- 1996 : LusoQUALQUERcoisa
- 1997 : Kazoo
- 2000 : Lustro
- 2004 : Rosa Carne
- 2007 : Cintura
- 2011 : Disco Voador
- 2017 : Corrente
- 2017 : Fã
- 2020 : Véspera

### Albums live
- 2001 : Afinidades
- 2005 : Vivo

### Compilations
- 2009 : Catalogue Raisonné
- 2011 : BD Pop Rock Português (Tugaland)
- 2011 : Bandas Míticas Volume 12 (Levoir)
- 2016 : O Melhor Dos Clã

## Distinctions
Ils reçoivent le prix Arco-íris 2011 de l'association ILGA Portugal pour leur contribution à la lutte contre la discrimination et l'homophobie, notamment à travers la chanson arco-íris. En 2021, ils remportent le prix des auteurs dans la catégorie de la meilleure chanson populaire avec Tudo no Amor.